# Themus violetipennis
Themus violetipennis es una especie de coleóptero de la familia Cantharidae.

## Distribución geográfica
Habita en Anhui (China).